# Peoria (Oklahoma)
Peoria – miasto w Stanach Zjednoczonych, w stanie Oklahoma, w hrabstwie Ottawa.